# Anders de la Motte
Anders de la Motte (Billesholm, 1971. június 19. –) svéd regényíró, biztonsági szakértő.
Anders korábban nyolc évig rendőrként dolgozott, és a közelmúltig az egyik nagy IT-cég (UPS) biztonsági szakértője volt. Jelenleg az írás mellett nemzetközi biztonsági szakértőként dolgozik még a Dell-nél. 
2010-ben a Játék című regényével lett ismert, el is nyerte vele a Bűnügyi Írók Svéd Akadémiájának elsőkönyves díját. Első három könyve HP (Henrik Pettersson) triológiája, a 2014-ben megjelent MemoRandom is egy sorozat első részét képezi.

## Művei
- 2010 – Geim – magyarul az Ulpius-ház kiadónál jelenik majd meg
- 2011 – Buzz
- 2012 – Bubble
- 2014 – MemoRandom

## Magyarul
- Végzetes nyár; ford. Dobosi Beáta, versford. Szabó T. Anna; General Press, Bp., 2017
- Halálos ősz; ford. Dobosi Beáta, versford. Hevesi Judit; General Press, Bp., 2018
- Pokoli tél; ford. Dobosi Beáta; General Press, Bp., 2019
- Kegyetlen tavasz; ford. Dobosi Beáta; General Press, Bp., 2020